# Ochropleura bimaculata
Ochropleura bimaculata là một loài bướm đêm trong họ Noctuidae.